# Musée d'Art McNay
Le musée d'art McNay – en anglais : McNay Art Museum – est un musée d'art américain à San Antonio, au Texas. Fondé par Marion Koogler McNay (en) en 1954, il se concentre principalement sur les œuvres du XIXe et XXe siècles d'artistes européens et américains.

## Collections
- Paul Cézanne, Portrait d'Henri Gasquet, vers 1896-1897.
- Paul Gauguin :
  - Ève bretonne, 1889.
  - Autoportrait à l'idole, vers 1893.
  - La Sœur de charité, 1902.
- Le Greco, Tête du Christ, vers 1579-1586.
- Edward Hopper, Corn Hill, 1930.
- Henri Matisse, La Blouse rouge, 1936.
- Auguste Renoir, Citrons et Tasse de thé, 1912.
- Henri Rousseau, Vue de Bretagne, 1906.
- Vincent van Gogh, Deux Femmes à travers champs, 1890.
- Alfred Sisley, Route de Saint-Germain à Marly-le-Roi, 1872

### Galerie

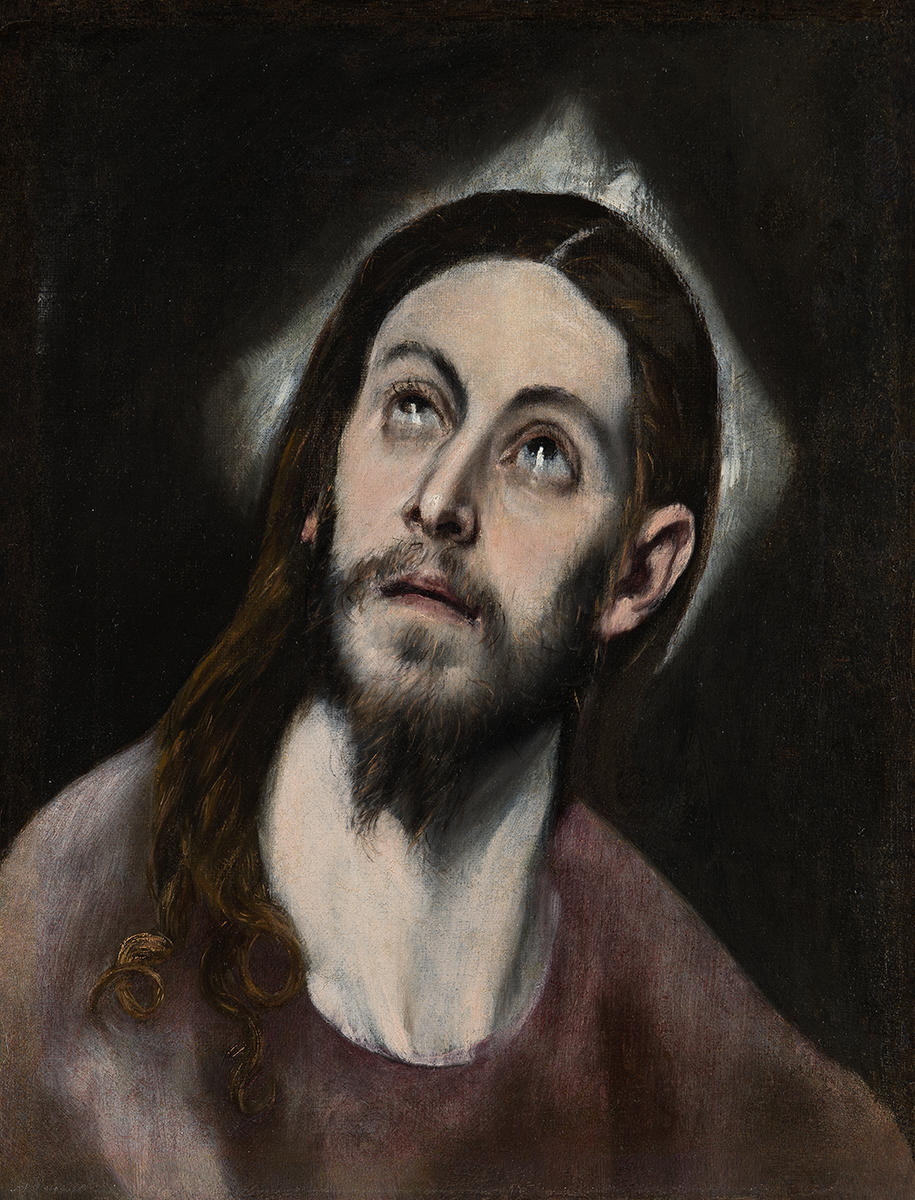
Tête du Christ, par Le Greco, vers 1579-1586.
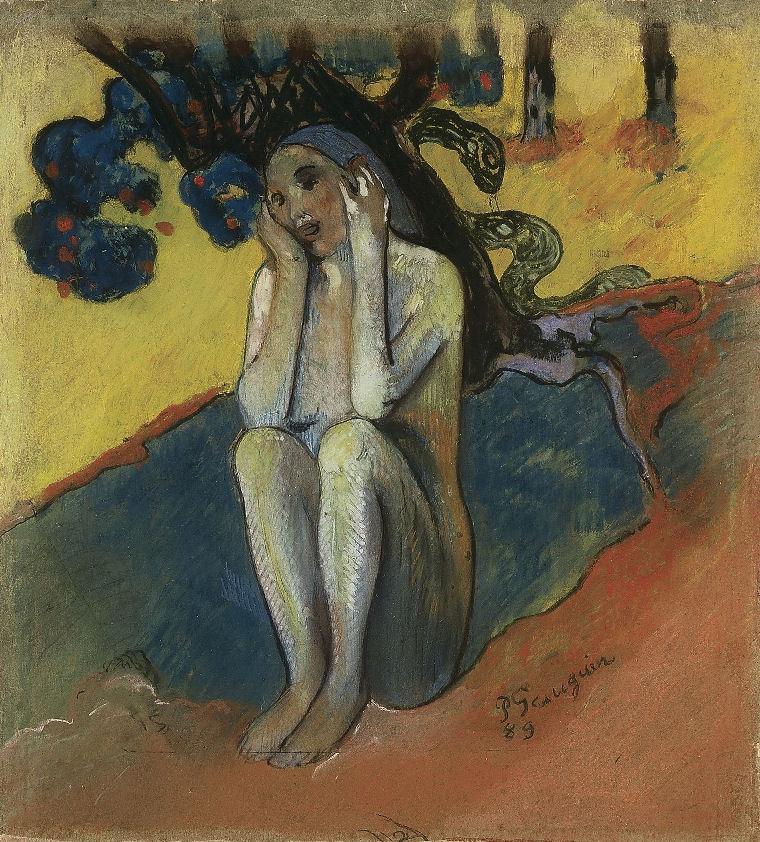
Ève bretonne, par Paul Gauguin, 1889.
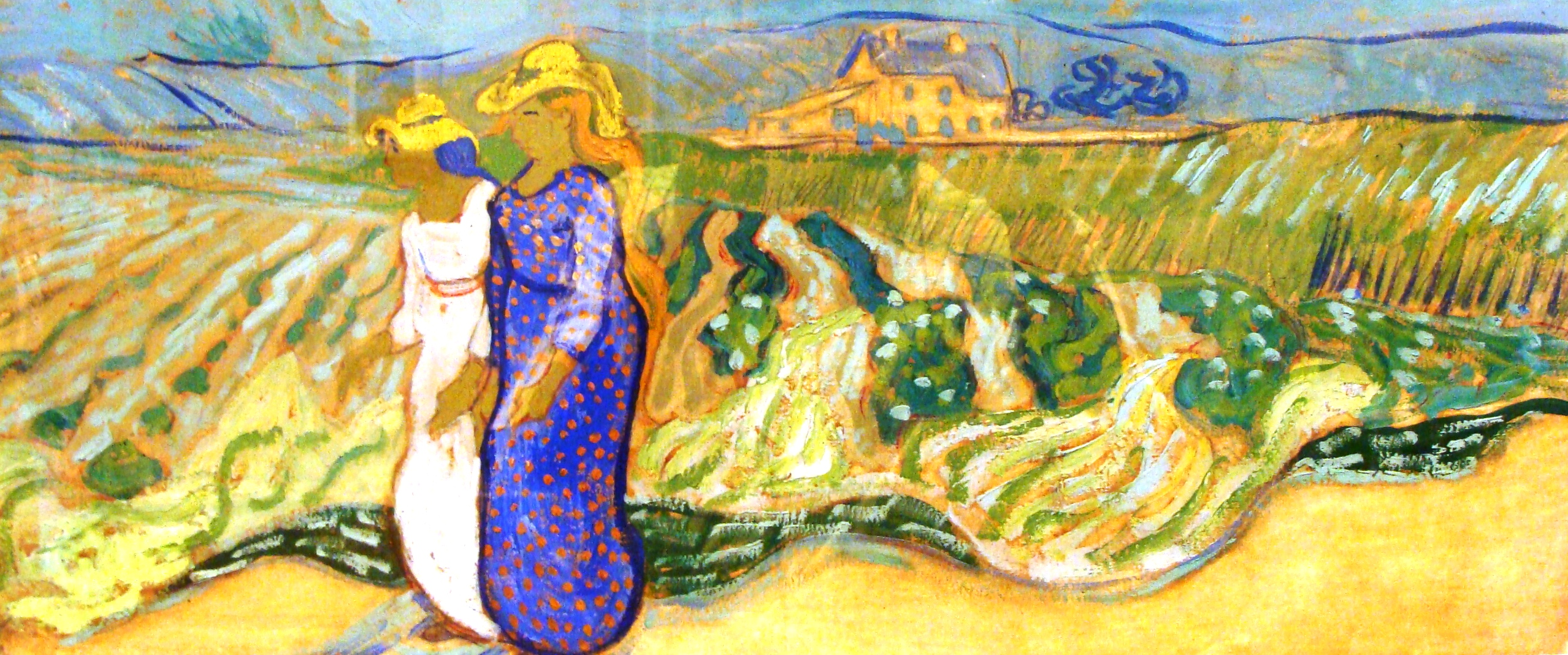
Deux Femmes à travers champs, par Vincent van Gogh, 1890.
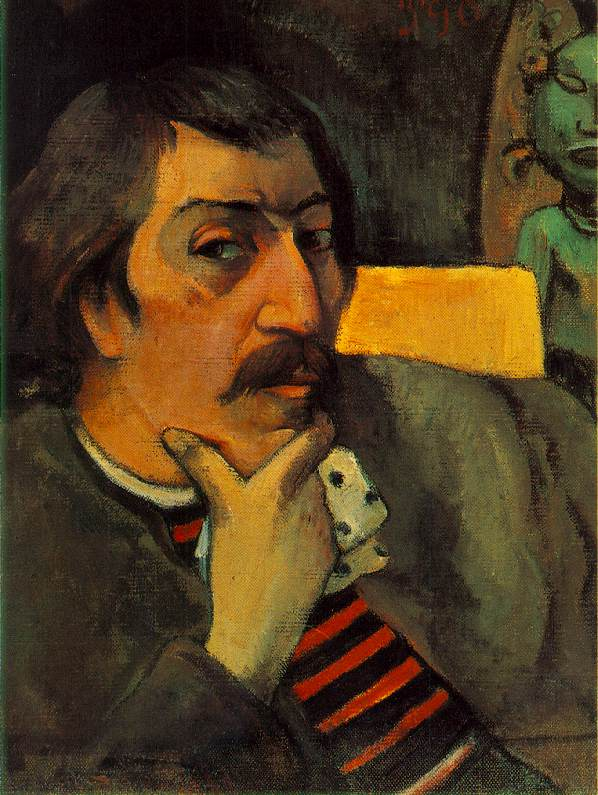
Autoportrait à l'idole, par Paul Gauguin, vers 1893.
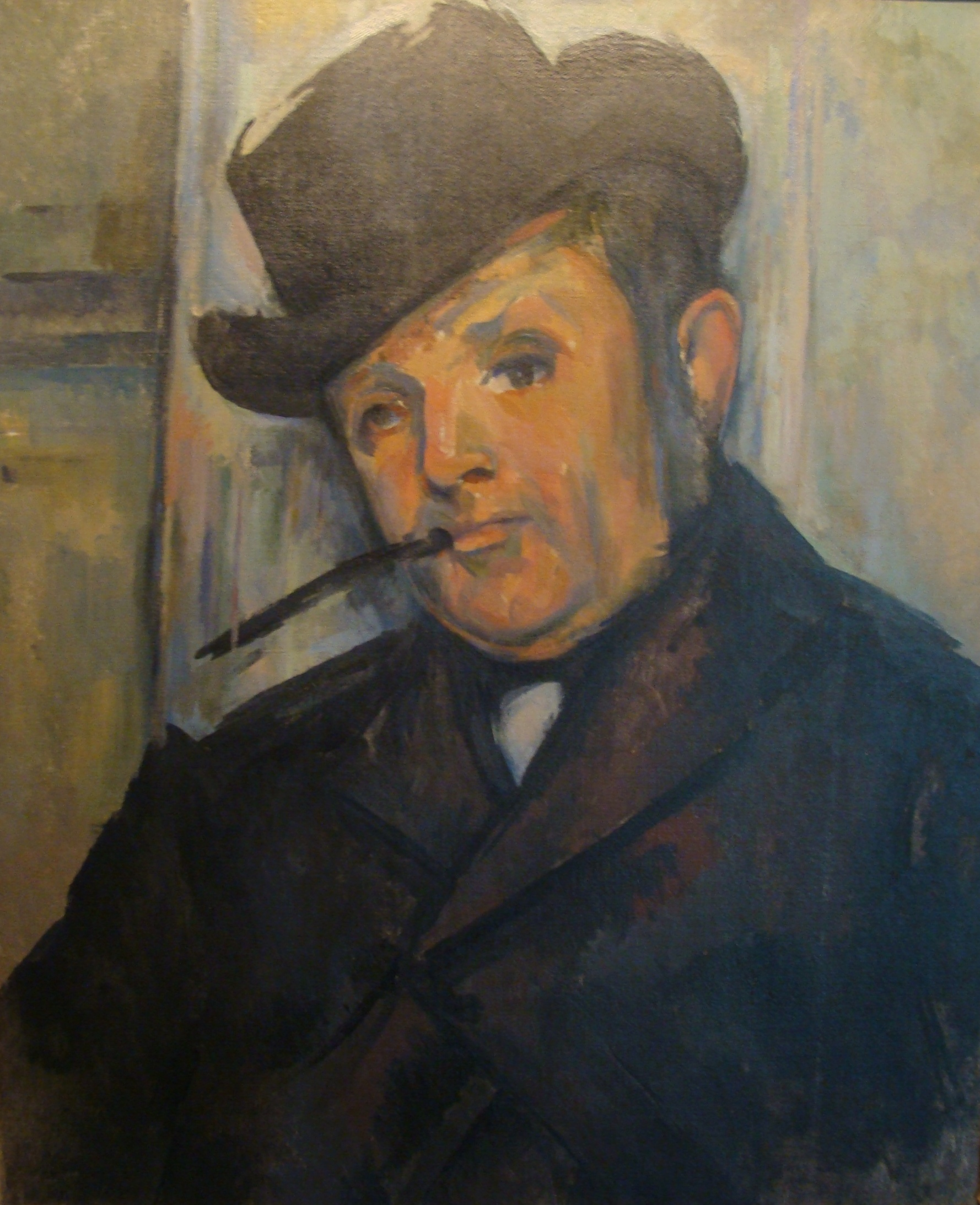
Portrait d'Henri Gasquet, par Paul Cézanne, vers 1896-1897.
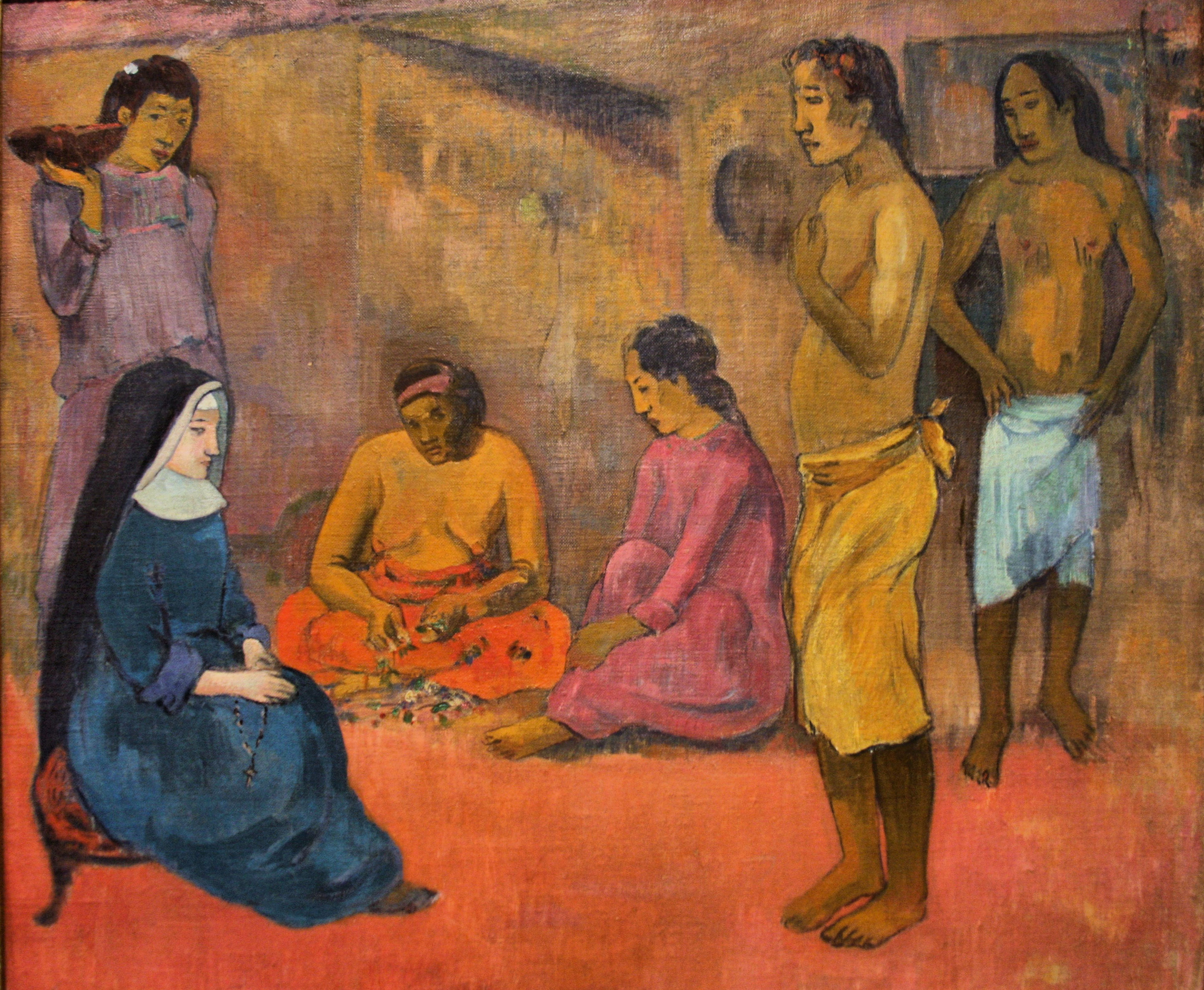
La Sœur de charité, par Paul Gauguin, 1902.
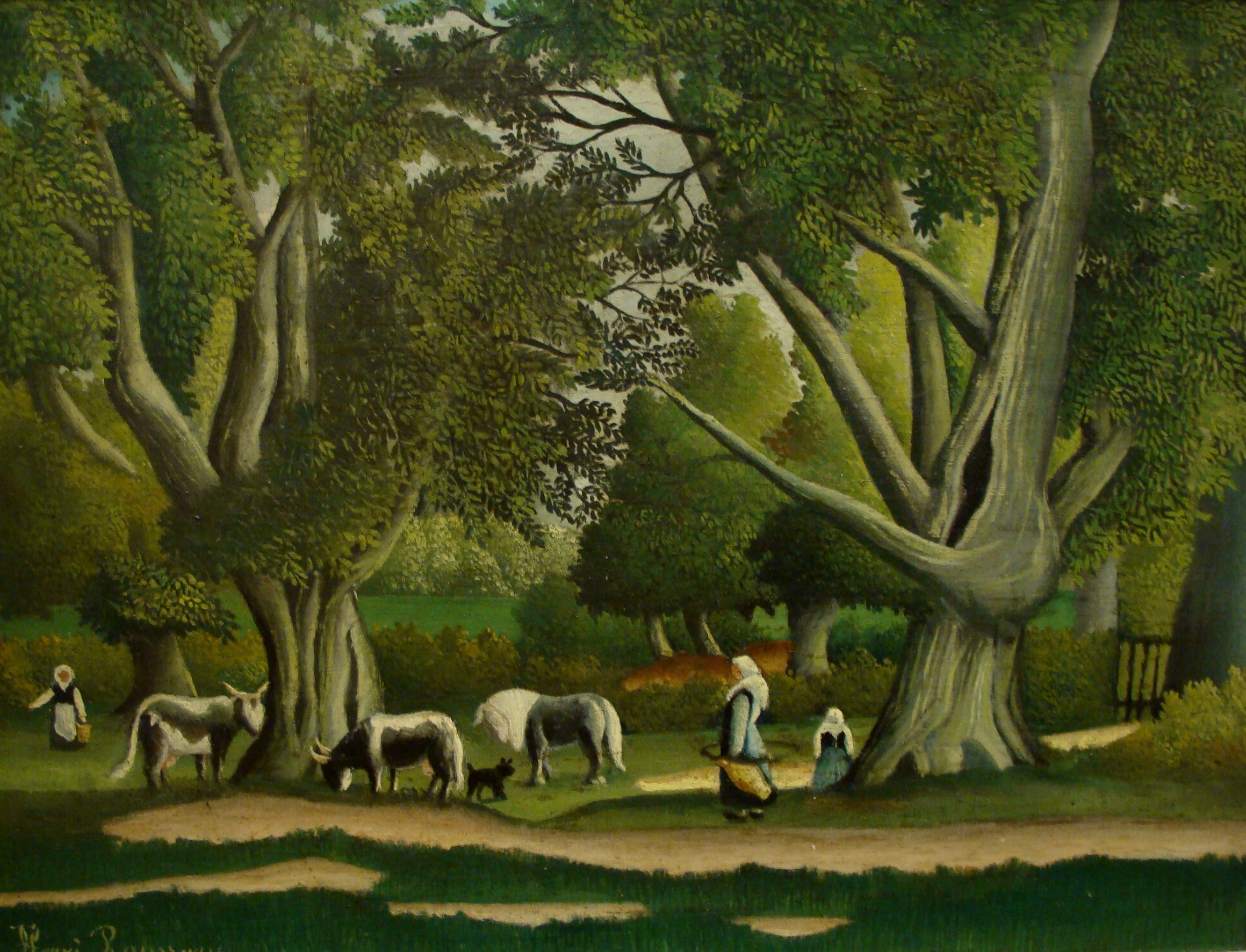
Vue de Bretagne, par Henri Rousseau, 1906.
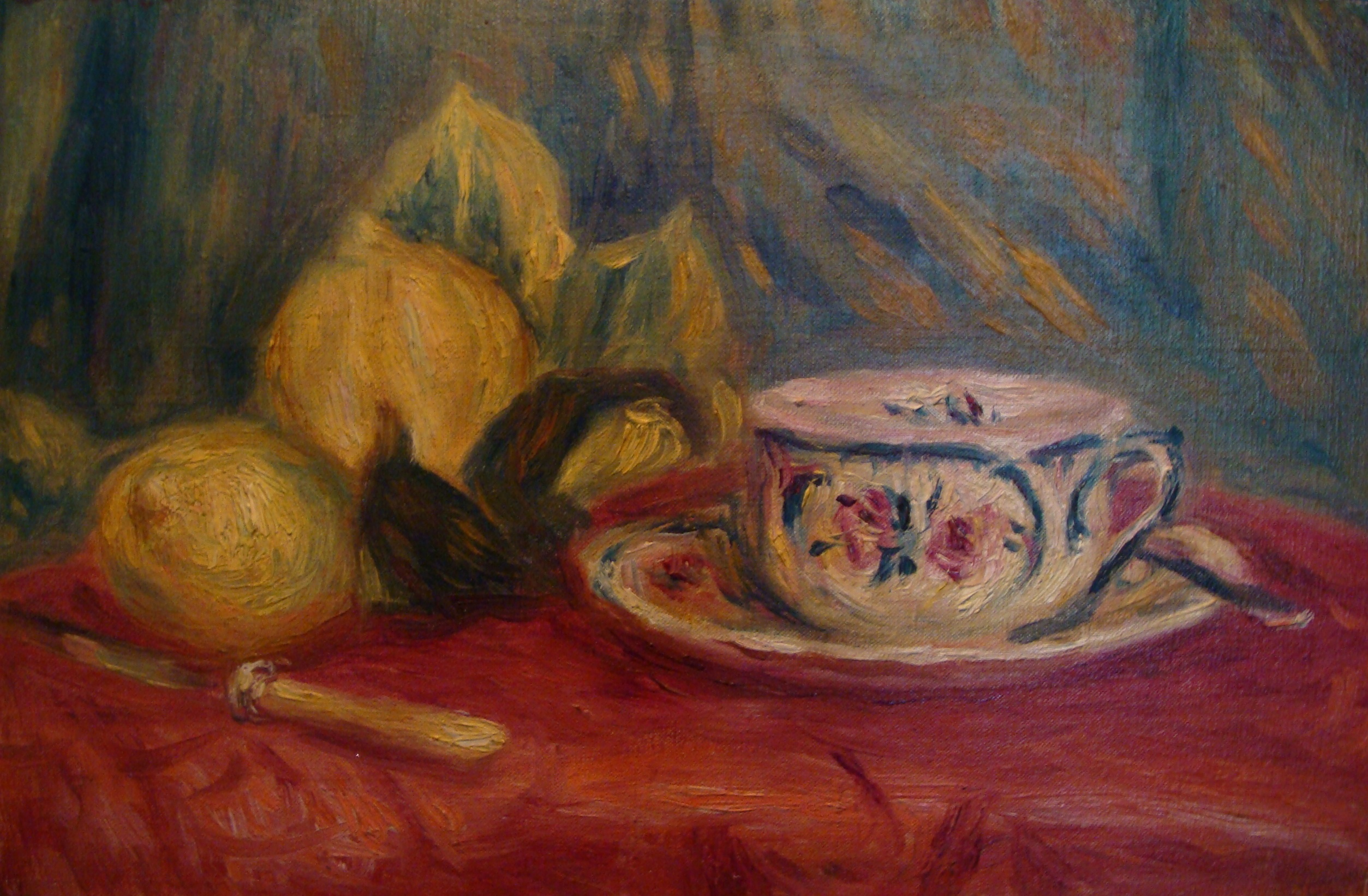
Citrons et Tasse de thé, par Auguste Renoir, 1912.